# Osama Ali Maher
Osama Abdelaziz Mokhtar Ali Maher, född 15 december 1968 i Egypten, är en svensk politiker (moderat). Han var riksdagsledamot (statsrådsersättare) 2006–2007, invald för Malmö kommuns valkrets.

## Biografi
Maher föddes i Kairo i Egypten. Han kom till Sverige 1996. Han har arbetat för Förenta nationerna i Darfur och i Pakistan. Han bor i Malmö.[källa behövs]

### Riksdagsledamot
Maher kandiderade i riksdagsvalet 2006 och blev ersättare. Han tjänstgjorde som statsrådsersättare för Tobias Billström under perioden 6 oktober 2006–15 februari 2007.
I riksdagen var Maher ledamot i miljö- och jordbruksutskottet 2006–2007.